# Karl-Wilhelm von Schlieben
Karl-Wilhelm von Schlieben (30. oktober 1894 – 18. juni 1964) var en tysk officer i 1. verdenskrig og general under 2. verdenskrig.

## Karriere under 1. verdenskrig
Karl-Wilhelm von Schlieben indtrådte i den preussiske hær i august 1914 som Fahnenjunker (officerselev). Han til tildelt trænings og erstatningsbataljonen i 3. gardefodregiment. I september 1914 blev han efter sin grunduddannelse sendt af sted til 3. gardefodregiment i felten, hvor han blev såret blot 13 dage senere. I foråret 1916 overtog han kommandoen over et infanterikompagni og senere samme år blev han forfremmet til regimentsadjudant og våbenofficer. Efter at være blevet såret i november 1916 vendte han tilbage til sin post i regimentet i januar 1917.

## Karriere i 2. verdenskrig
Han havde ledelsen af et regiment i 1. panserdivision under slaget om Frankrig i 1940 og efter erobringen af Frankrig blev han i august 1940 overført til 14. panserdivision som leder af 108. infanteri regiment med base i Frankrig. Derpå gjorde han tjeneste som leder af en brigade i 4. panserdivision på Østfronten fra juni 1942. Denne division blev imidlertid fuldstændig ødelagt i februar 1943 under slaget om Stalingrad. Herefter blev Von Schlieben chef for 208. infanteridivision og forblev på Østfronten.
I april 1943 overtog han kommandoen over 18. panserdivision, som var indsat på Østfronten, indtil den blev opløst efter de svære tab i slaget ved Kursk. I oktober 1943 blev Von Schlieben overført til Førerens reserve indtil december 1943, hvor han fik kommandoen over 709. division, der havde base i Normandiet i Frankrig.
709. division var en statisk infanteridivision, som blev brugt til at holde Frankrig besat og til at bevogte kysten mod allierede angreb og invasion. Divisionen var ved kysten i Normandiet da invasionen fandt sted og kæmpede således i de første dage af slaget om Normandiet, hvor den hurtigt blev indesluttet på Cotentin halvøen, da amerikanske tropper afskar halvøen, og resterne af divisionen faldt tilbage til Cherbourg.
Den 23. juni 1944 blev generalløjtnant Karl Wilhelm Von Schlieben udpeget til kommandant i slaget om Cherbourg, en havneby, som den tyske overkommando havde udnævnt til fæstning. Blot tre dage senere overgav von Schlieben og over 800 andre tropper sig til generalmajor Manton S. Eddy, lederen af den 9. amerikanske infanteridivision.

### Nachkriegszeit
Indtil den 7. oktober 1947 var von Schlieben i amerikansk og senere i britisk krigsfangenskab på Island Farm.

## Personlige liv
Karl Wilhelm Von Schlieben var gift med Elenor von Schlieben. Sammen fik de seks børn, som nu alle er er døde. Det sidste døde i 1993. Karl-Wilhelm von Schlieben døde den 18. juni 1964 i Giessen.

## Udmærkelser
- Jernkorset (1914) II og I Klasse [1]
- Braunschweiger Kriegsverdienstkreuz, I Klasse [1]
- Verwundetenabzeichen (1918) i sort [1]
- Spænde til jernkorset II og I Klasse
- Deutsches Kreuz i guld den 2. juli 1942 [2]
- Jernkorsets Ridderkors, 17. marts 1943 [2]